# چلوریس ۴۱۰
سیارک ۴۱۰ (به انگلیسی: 410 Chloris، نامگذاری:1896CH) چهارصد و دهمین سیارک کشف شده‌است که در ۷ ژانویه ۱۸۹۶ و در نیس کشف شد.
قدر مطلق سیارک برابر ۸٫۳۰ است.